# Gratis (Ohio)
Gratis es una villa ubicada en el condado de Preble en el estado estadounidense de Ohio. En el Censo de 2010 tenía una población de 881 habitantes y una densidad poblacional de 352,13 personas por km².

## Geografía
Gratis se encuentra ubicada en las coordenadas 39°38′54″N 84°31′43″O / 39.64833, -84.52861. Según la Oficina del Censo de los Estados Unidos, Gratis tiene una superficie total de 2.5 km², de la cual 2.5 km² corresponden a tierra firme y (0.1%) 0 km² es agua.

## Demografía
Según el censo de 2010, había 881 personas residiendo en Gratis. La densidad de población era de 352,13 hab./km². De los 881 habitantes, Gratis estaba compuesto por el 97.73% blancos, el 0.45% eran afroamericanos, el 0.57% eran amerindios, el 0% eran asiáticos, el 0% eran isleños del Pacífico, el 0% eran de otras razas y el 1.25% pertenecían a dos o más razas. Del total de la población el 0.34% eran hispanos o latinos de cualquier raza.